# Église Saint-Pierre-ès-Liens de Molinons
Pour les articles homonymes, voir Église Saint-Pierre-ès-Liens.
L'église de Molinons est une église située à Molinons, en France.

## Localisation
L'église est située dans le département français de l'Yonne, sur la commune de Molinons.

## Historique
L'édifice est inscrit au titre des monuments historiques en 1926.